# Ausiàs Despuig
Ausiàs Despuig (Xàtiva, 1423 - Roma, 2 de setembre de 1483) va ser un cardenal i arquebisbe catòlic valencià.

## Biografia
Va néixer a Xàtiva el 1423. Va ser canonge a Barcelona, a Girona, a Osca i a La Seu d'Urgell.
El rei Alfons el Magnànim el va nomenar canceller de l'Estudi General del regne i canonge de la seu el 1457. Successivament va ser conseller del seu successor, el rei Joan el Sense Fe, que el va nomenar arquebisbe de Monreale, en el Regne de Sicília.
L'aleshores príncep Ferran el va nomenar governador de Sicília el 1470, càrrec que va tenir fins al 1478. El 1472 va ser nomenat governador de Roma i ambaixador valencià a la Santa Seu.
El Papa Sixt IV el va elevar al rang de cardenal en el Consistori papal del 7 de maig de 1473 amb el títol de cardenal presbíter dels Sants Vitale, Valeria, Gervasio i Protasio i el 1475 va ser nomenat arquebisbe de Saragossa, càrrec que dimiteix el 1478. El 1476 va ser nomenat administrador apostòlic de Capaccio Paestum i abat de San Pietro d'Eboli. El 1477 va optar pel títol de Cardenal presbiter de Santa Sabina. Per delegació del papa acomplí diverses missions de caràcter polític i diplomàtic davant de l'emperador Frederic III i de la dieta de Frankfurt. El 1482 va ser nomenat Camarlenc del Col·legi Cardenalici.
Va morir el 2 de setembre de 1483, a l'edat de 60 anys.